# Verein für Bewegungsspiele Stuttgart 1893 1992-1993
Questa voce raccoglie le informazioni riguardanti il Verein für Bewegungsspiele Stuttgart 1893 nelle competizioni ufficiali della stagione 1992-1993.

## Stagione
Nella stagione 1992-1993 lo Stoccarda, allenato da Christoph Daum, concluse il campionato al settimo posto. In coppa di Germania il cammino dei Roten si concluse già al secondo turno, dove furono eliminati dall'Hansa Rostock tre giorni dopo i festeggiamenti per il centenario del club. Il cammino europeo ebbe termine al primo turno, in modo rocambolesco, contro gli inglesi del Leeds Utd. Lo Stoccarda vinse per la prima volta la Supercoppa di Germania, in qualità di Deutscher Fußballmeister, contro l'Hannover 96.

## Maglie e sponsor
|  | Casa |  | Trasferta |

## Rosa
| N. |                       | Ruolo | Calciatore        |
| -- | --------------------- | ----- | ----------------- |
| 6  | Germania (bandiera)   | D     | Guido Buchwald    |
| 7  | Germania (bandiera)   | C     | Andreas Buck      |
| 13 | Germania (bandiera)   | D     | Günther Schäfer   |
| 14 | Germania (bandiera)   | D     | Thomas Schneider  |
| 22 | Germania (bandiera)   | P     | Eberhard Trautner |
| 23 | Germania (bandiera)   | A     | Marcus Ziegler    |
| 25 | Jugoslavia (bandiera) | D     | Slobodan Dubajić  |
| 31 | Germania (bandiera)   | C     | Ludwig Kögl       |
|    | Germania (bandiera)   | P     | Eike Immel        |
|    | Germania (bandiera)   | D     | Michael Frontzeck |
|    | Germania (bandiera)   | D     | Harald Preuß      |
|    | Germania (bandiera)   | D     | Uwe Schneider     |

| N. |                       | Ruolo | Calciatore          |
| -- | --------------------- | ----- | ------------------- |
|    | Germania (bandiera)   | D     | Alexander Strehmel  |
|    | Islanda (bandiera)    | D     | Eyjólfur Sverrisson |
|    | Germania (bandiera)   | C     | Maurizio Gaudino    |
|    | Germania (bandiera)   | C     | André Golke         |
|    | Germania (bandiera)   | C     | Marc Kienle         |
|    | Germania (bandiera)   | C     | Oliver Otto         |
|    | Jugoslavia (bandiera) | C     | Jovica Simanić      |
|    | Germania (bandiera)   | C     | Thomas Sobotzik     |
|    | Germania (bandiera)   | C     | Thomas Strunz       |
|    | Germania (bandiera)   | A     | Markus Beierle      |
|    | Svizzera (bandiera)   | A     | Adrian Knup         |
|    | Germania (bandiera)   | A     | Fritz Walter        |

## Organigramma societario
Area tecnica
- Allenatore: Christoph Daum
- Allenatore in seconda: Roland Koch, Lorenz-Günther Köstner
- Preparatore dei portieri: Jochen Rücker
- Preparatori atletici: Gerhard Wörn

## Calciomercato

### Sessione estiva
| Acquisti | Acquisti        | Acquisti             | Acquisti |
| R.       | Nome            | da                   | Modalità |
| -------- | --------------- | -------------------- | -------- |
| C        | André Golke     | Norimberga           |          |
| A        | Adrian Knup     | Lucerna              |          |
| C        | Oliver Otto     | Stoccarda II         |          |
| C        | Thomas Sobotzik | Górnik Zabrze        |          |
| C        | Thomas Strunz   | Bayern Monaco        |          |
| A        | Marcus Ziegler  | Stoccarda (juniores) |          |

| Cessioni | Cessioni        | Cessioni         | Cessioni |
| R.       | Nome            | a                | Modalità |
| -------- | --------------- | ---------------- | -------- |
| A        | Manfred Kastl   | Ulma             |          |
| D        | Jens Keller     | Monaco 1860      |          |
| C        | Jürgen Kramny   | Norimberga       |          |
| C        | Michael Mayer   | Reutlingen       |          |
| C        | Matthias Sammer | Inter            |          |
| D        | Nils Schmäler   | Dinamo Dresda    |          |
| A        | Olaf Schmäler   | Waldhof Mannheim |          |

### Sessione invernale
| Acquisti | Acquisti | Acquisti | Acquisti |
| R.       | Nome     | da       | Modalità |
| -------- | -------- | -------- | -------- |

| Cessioni | Cessioni            | Cessioni    | Cessioni |
| R.       | Nome                | a           | Modalità |
| -------- | ------------------- | ----------- | -------- |
| P        | Siegfried Grüninger | Pfullendorf |          |

## Risultati

### Bundesliga

#### Girone di andata
| Arbitro: | Stenzel |

|          |           |             |
| Bode 79’ | Marcatori | 82’ Gaudino |

| Arbitro: | Aust |

|                         |           |  |
| Walter 6’, 18’ Knup 80’ | Marcatori |  |

| Arbitro: | Gläser |

|                           |           |  |
| Thom 1’, 5’, 62’ Nehl 67’ | Marcatori |  |

| Arbitro: | Steinborn |

|                              |           |               |
| Walter 68’ Strunz 90’ (rig.) | Marcatori | 80’ Kir'jakov |

| Bochum 2 settembre 1992, ore 20:00 CEST 5ª giornata | Bochum    | 0 – 0 referto | Stoccarda | Ruhrstadion (15 000 spett.)\| Arbitro: \| Heynemann \| |
| Arbitro:                                            | Heynemann |               |           |                                                        |

| Arbitro: | Merk |

|             |           |  |
| Dubajić 88’ | Marcatori |  |

| Arbitro: | Fröhlich |

|                                          |           |                               |
| Sassen 82’ (rig.) Laeßig 88’ Bremser 90’ | Marcatori | 5’ Knup 25’ Walter 86’ Strunz |

| Arbitro: | Osmers |

|                                    |           |            |
| Strunz 45’ Walter 70’ Strehmel 89’ | Marcatori | 71’ Wagner |

| Arbitro: | Schmidhuber |

|                                      |           |  |
| Yeboah 32’, 61’ Kruse 64’ Studer 80’ | Marcatori |  |

| Arbitro: | Strampe |

|                                                |           |  |
| Walter 15’ (rig.) Knup 72’ Sverrisson 78’, 80’ | Marcatori |  |

| Arbitro: | Kasper |

|                                           |           |                |
| Ordenewitz 34’ (rig.), 88’ Littbarski 43’ | Marcatori | 62’ Sverrisson |

| Arbitro: | Assenmacher |

|                             |           |                                  |
| Walter 52’ (rig.) Golke 87’ | Marcatori | 53’ Labbadia 61’ Cerny 69’ Ziege |

| Bochum 14 novembre 1992, ore 15:30 CET 13ª giornata | Wattenscheid 09 | 0 – 0 referto | Stoccarda | Lohrheidestadion (6 000 spett.)\| Arbitro: \| Dellwing \| |
| Arbitro:                                            | Dellwing        |               |           |                                                           |

| Arbitro: | Gläser |

|            |           |  |
| Walter 85’ | Marcatori |  |

| Arbitro: | Berg |

|              |           |                |
| Pflipsen 47’ | Marcatori | 90’ Sverrisson |

| Arbitro: | Kuhne |

|                     |           |                       |
| Knup 25’ Walter 31’ | Marcatori | 35’ Lange 63’ Kostner |

| Arbitro: | Merk |

|                 |           |                   |
| Rufer 9’ (rig.) | Marcatori | 89’ (rig.) Walter |

#### Girone di ritorno
| Arbitro: | Krug |

|             |           |                   |
| Dubajić 13’ | Marcatori | 44’ (rig.) Furtok |

| Arbitro: | Dardenne |

|                          |           |                      |
| Kramny 53’, 79’ Wück 58’ | Marcatori | 5’ Strunz 21’ Walter |

| Arbitro: | Schmidhuber |

|  |           |                                |
|  | Marcatori | 15’ Kirsten 37’ Thom 68’ Hapal |

| Arbitro: | Löwer |

|              |           |          |
| Kir'jakov 8’ | Marcatori | 86’ Buck |

| Arbitro: | Berg |

|                                          |           |           |
| Kögl 5’ Walter 32’ Buchwald 60’ Knup 77’ | Marcatori | 89’ Klauß |

| Arbitro: | Habermann |

|                 |           |  |
| Anderbrügge 34’ | Marcatori |  |

| Arbitro: | Malbranc |

|             |           |                      |
| Dubajić 31’ | Marcatori | 19’ Adler 90’ Laeßig |

| Kaiserslautern 8 aprile 1993, ore 20:00 CEST 25ª giornata | Kaiserslautern | 0 – 0 referto | Stoccarda | Fritz-Walter-Stadion (34 698 spett.)\| Arbitro: \| Gläser \| |
| Arbitro:                                                  | Gläser         |               |           |                                                              |

| Arbitro: | Amerell |

|                      |           |                             |
| Walter 8’ Kienle 88’ | Marcatori | 18’ (rig.) Kruse 47’ Yeboah |

| Dresda 24 aprile 1993, ore 15:30 CEST 27ª giornata | Dinamo Dresda | 0 – 0 referto | Stoccarda | Rudolf-Harbig-Stadion (14 600 spett.)\| Arbitro: \| Steinborn \| |
| Arbitro:                                           | Steinborn     |               |           |                                                                  |

| Arbitro: | Harder |

|                 |           |  |
| Kienle 52’, 77’ | Marcatori |  |

| Arbitro: | Krug |

|                                                      |           |                                      |
| Helmer 3’ Schupp 24’ Matthäus 52’, 56’ Wohlfarth 61’ | Marcatori | 7’ Sverrisson 37’ Gaudino 63’ Strunz |

| Arbitro: | Theobald |

|                                            |           |             |
| Knup 45’, 82’ Frontzeck 48’ Sverrisson 90’ | Marcatori | 69’ Neuhaus |

| Arbitro: | Berg |

|  |           |                                                 |
|  | Marcatori | 9’ Knup 24’ Strehmel 51’ Gaudino 83’ Sverrisson |

| Arbitro: | Albrecht |

|                                 |           |                          |
| Knup 7’ Gaudino 20’ Dubajić 90’ | Marcatori | 35’ Wynhoff 51’ Klinkert |

| Arbitro: | Löwer |

|             |           |                                      |
| Wynalda 86’ | Marcatori | 5’ Knup 58’, 65’ Gaudino 62’ Schäfer |

| Arbitro: | Assenmacher |

|  |           |                            |
|  | Marcatori | 46’, 74’ Hobsch 50’ Wolter |

### Coppa di Germania
| Arbitro: | Wippermann |

|  |           |                                                      |
|  | Marcatori | 1’, 3’, 22’ Golke 20’ Gaudino 55’ Dubajić 58’ Strunz |

| Arbitro: | Strampe |

|                        |           |  |
| Lange 103’ Kubala 106’ | Marcatori |  |

### Supercoppa di Germania
| Arbitro: | Theobald |

|         |           |                                   |
| Koch 3’ | Marcatori | 30’ Gaudino 42’ Buchwald 58’ Kögl |

### Champions League

#### Fase di qualificazione
| Arbitro: | Larsson |

|                          |           |  |
| Walter 62’, 66’ Buck 79’ | Marcatori |  |

| Arbitro: | Nielsen |

|                                                         |           |          |
| Speed 18’ McAllister 39’ (rig.) Cantona 67’ Chapman 80’ | Marcatori | 34’ Buck |

| Arbitro: | Baldas |

|           |           |                        |
| Golke 39’ | Marcatori | 33’ Strachan 77’ Shutt |

## Statistiche

### Statistiche di squadra
| Competizione           | Punti | In casa | In casa | In casa | In casa | In casa | In casa | In trasferta | In trasferta | In trasferta | In trasferta | In trasferta | In trasferta | Totale | Totale | Totale | Totale | Totale | Totale | DR  |
| Competizione           | Punti | G       | V       | N       | P       | Gf      | Gs      | G            | V            | N            | P            | Gf           | Gs           | G      | V      | N      | P      | Gf     | Gs     | DR  |
| ---------------------- | ----- | ------- | ------- | ------- | ------- | ------- | ------- | ------------ | ------------ | ------------ | ------------ | ------------ | ------------ | ------ | ------ | ------ | ------ | ------ | ------ | --- |
| Bundesliga             | 36    | 17      | 10      | 3       | 4       | 35      | 22      | 17           | 2            | 9            | 6            | 21           | 28           | 34     | 12     | 12     | 10     | 56     | 50     | +6  |
| Coppa di Germania      | -     | 0       | 0       | 0       | 0       | 0       | 0       | 2            | 1            | 0            | 1            | 6            | 2            | 2      | 1      | 0      | 1      | 6      | 2      | +4  |
| Supercoppa di Germania | -     | 0       | 0       | 0       | 0       | 0       | 0       | 1            | 1            | 0            | 0            | 3            | 1            | 1      | 1      | 0      | 0      | 3      | 1      | +2  |
| Champions League       | -     | 2       | 1       | 0       | 1       | 4       | 2       | 1            | 0            | 0            | 1            | 1            | 4            | 3      | 1      | 0      | 2      | 5      | 6      | -1  |
| Totale                 | 36    | 19      | 11      | 3       | 5       | 39      | 24      | 21           | 4            | 9            | 8            | 31           | 35           | 40     | 15     | 12     | 13     | 70     | 59     | +11 |

### Andamento in campionato
| Giornata  | 1 | 2 | 3  | 4 | 5 | 6 | 7 | 8 | 9 | 10 | 11 | 12 | 13 | 14 | 15 | 16 | 17 | 18 | 19 | 20 | 21 | 22 | 23 | 24 | 25 | 26 | 27 | 28 | 29 | 30 | 31 | 32 | 33 | 34 |
| --------- | - | - | -- | - | - | - | - | - | - | -- | -- | -- | -- | -- | -- | -- | -- | -- | -- | -- | -- | -- | -- | -- | -- | -- | -- | -- | -- | -- | -- | -- | -- | -- |
| Luogo     | T | C | T  | C | T | C | T | C | T | C  | T  | C  | T  | C  | T  | C  | T  | C  | T  | C  | T  | C  | T  | C  | T  | C  | T  | C  | T  | C  | T  | C  | T  | C  |
| Risultato | N | V | P  | V | N | V | N | V | P | V  | P  | P  | N  | V  | N  | N  | N  | N  | P  | P  | N  | V  | P  | P  | N  | N  | N  | V  | P  | V  | V  | V  | V  | P  |
| Posizione | 7 | 2 | 10 | 5 | 5 | 4 | 5 | 4 | 5 | 5  | 7  | 7  | 7  | 7  | 7  | 7  | 7  | 8  | 8  | 9  | 8  | 7  | 8  | 9  | 10 | 11 | 9  | 8  | 9  | 9  | 9  | 7  | 7  | 7  |

Legenda:

Luogo: C = Casa; T = Trasferta. Risultato: V = Vittoria; N = Pareggio; P = Sconfitta.

### Statistiche dei giocatori
| Giocatore     | Bundesliga | Bundesliga | Bundesliga  | Bundesliga | Coppa di Germania | Coppa di Germania | Coppa di Germania | Coppa di Germania | Supercoppa di Germania | Supercoppa di Germania | Supercoppa di Germania | Supercoppa di Germania | Champions League | Champions League | Champions League | Champions League | Totale   | Totale | Totale      | Totale     |
| Giocatore     | Presenze   | Reti       | Ammonizioni | Espulsioni | Presenze          | Reti              | Ammonizioni       | Espulsioni        | Presenze               | Reti                   | Ammonizioni            | Espulsioni             | Presenze         | Reti             | Ammonizioni      | Espulsioni       | Presenze | Reti   | Ammonizioni | Espulsioni |
| ------------- | ---------- | ---------- | ----------- | ---------- | ----------------- | ----------------- | ----------------- | ----------------- | ---------------------- | ---------------------- | ---------------------- | ---------------------- | ---------------- | ---------------- | ---------------- | ---------------- | -------- | ------ | ----------- | ---------- |
| M. Beierle    | 0          | 0          | 0           | 0          | 0                 | 0                 | 0                 | 0                 | 0                      | 0                      | 0                      | 0                      | 0                | 0                | 0                | 0                | 0        | 0      | 0           | 0          |
| G. Buchwald   | 33         | 1          | 7           | 1          | 2                 | 0                 | 0                 | 0                 | 1                      | 1                      | 0                      | 0                      | 3                | 0                | 0                | 0                | 39       | 2      | 7           | 1          |
| A. Buck       | 31         | 1          | 2           | 0          | 1                 | 0                 | 0                 | 0                 | 1                      | 0                      | 0                      | 0                      | 3                | 2                | 1                | 0                | 36       | 3      | 3           | 0          |
| S. Dubajić    | 32         | 4          | 7           | 0          | 2                 | 1                 | 1                 | 0                 | 1                      | 0                      | 0                      | 0                      | 3                | 0                | 1                | 0                | 38       | 5      | 9           | 0          |
| M. Frontzeck  | 32         | 1          | 4           | 0          | 2                 | 0                 | 0                 | 0                 | 1                      | 0                      | 0                      | 0                      | 3                | 0                | 1                | 0                | 38       | 1      | 5           | 0          |
| M. Gaudino    | 28         | 6          | 5           | 1          | 2                 | 1                 | 0                 | 0                 | 1                      | 1                      | 0                      | 0                      | 2                | 0                | 0                | 0                | 33       | 8      | 5           | 1          |
| A. Golke      | 25         | 1          | 2           | 0          | 2                 | 3                 | 0                 | 0                 | 1                      | 0                      | 0                      | 0                      | 1                | 1                | 0                | 0                | 29       | 5      | 2           | 0          |
| S. Grüninger  | 0          | 0          | 0           | 0          | 0                 | 0                 | 0                 | 0                 | 0                      | 0                      | 0                      | 0                      | 0                | 0                | 0                | 0                | 0        | 0      | 0           | 0          |
| E. Immel      | 30         | 0          | 1           | 0          | 2                 | 0                 | 0                 | 0                 | 1                      | 0                      | 0                      | 0                      | 3                | 0                | 0                | 0                | 36       | 0      | 1           | 0          |
| M. Kienle     | 6          | 3          | 0           | 0          | 0                 | 0                 | 0                 | 0                 | 0                      | 0                      | 0                      | 0                      | 0                | 0                | 0                | 0                | 6        | 3      | 0           | 0          |
| A. Knup       | 26         | 10         | 2           | 1          | 2                 | 0                 | 0                 | 0                 | 1                      | 0                      | 0                      | 0                      | 3                | 0                | 0                | 0                | 32       | 10     | 2           | 1          |
| L. Kögl       | 30         | 1          | 3           | 0          | 2                 | 0                 | 0                 | 0                 | 1                      | 1                      | 0                      | 0                      | 3                | 0                | 1                | 0                | 36       | 2      | 4           | 0          |
| O. Otto       | 0          | 0          | 0           | 0          | 0                 | 0                 | 0                 | 0                 | 0                      | 0                      | 0                      | 0                      | 0                | 0                | 0                | 0                | 0        | 0      | 0           | 0          |
| H. Preuß      | 0          | 0          | 0           | 0          | 0                 | 0                 | 0                 | 0                 | 0                      | 0                      | 0                      | 0                      | 0                | 0                | 0                | 0                | 0        | 0      | 0           | 0          |
| T. Schneider  | 0          | 0          | 0           | 0          | 0                 | 0                 | 0                 | 0                 | 0                      | 0                      | 0                      | 0                      | 0                | 0                | 0                | 0                | 0        | 0      | 0           | 0          |
| U. Schneider  | 15         | 0          | 3           | 0          | 2                 | 0                 | 1                 | 0                 | 0                      | 0                      | 0                      | 0                      | 1                | 0                | 0                | 0                | 18       | 0      | 4           | 0          |
| G. Schäfer    | 24         | 1          | 6           | 0          | 1                 | 0                 | 0                 | 0                 | 1                      | 0                      | 0                      | 0                      | 3                | 0                | 0                | 0                | 29       | 1      | 6           | 0          |
| J. Simanić    | 0          | 0          | 0           | 0          | 0                 | 0                 | 0                 | 0                 | 0                      | 0                      | 0                      | 0                      | 1                | 0                | 0                | 0                | 1        | 0      | 0           | 0          |
| T. Sobotzik   | 0          | 0          | 0           | 0          | 0                 | 0                 | 0                 | 0                 | 0                      | 0                      | 0                      | 0                      | 0                | 0                | 0                | 0                | 0        | 0      | 0           | 0          |
| A. Strehmel   | 20         | 2          | 1           | 1          | 1                 | 0                 | 0                 | 0                 | 0                      | 0                      | 0                      | 0                      | 1                | 0                | 0                | 0                | 22       | 2      | 1           | 1          |
| T. Strunz     | 32         | 5          | 10          | 0          | 2                 | 1                 | 1                 | 0                 | 1                      | 0                      | 0                      | 0                      | 3                | 0                | 0                | 0                | 38       | 6      | 11          | 0          |
| E. Sverrisson | 32         | 7          | 10          | 0          | 1                 | 0                 | 0                 | 0                 | 0                      | 0                      | 0                      | 0                      | 3                | 0                | 0                | 0                | 36       | 7      | 10          | 0          |
| E. Trautner   | 5          | 0          | 0           | 0          | 0                 | 0                 | 0                 | 0                 | 0                      | 0                      | 0                      | 0                      | 0                | 0                | 0                | 0                | 5        | 0      | 0           | 0          |
| F. Walter     | 28         | 13         | 1           | 0          | 2                 | 0                 | 0                 | 0                 | 1                      | 0                      | 0                      | 0                      | 3                | 2                | 0                | 0                | 34       | 15     | 1           | 0          |
| M. Ziegler    | 1          | 0          | 0           | 0          | 0                 | 0                 | 0                 | 0                 | 0                      | 0                      | 0                      | 0                      | 0                | 0                | 0                | 0                | 1        | 0      | 0           | 0          |